# Bahār-e Pā'īn
Bahār-e Pā'īn (persiska: Bahār-e Pā’īn, Bahār-e Soflá, بهار پايين) är en ort i Iran.   Den ligger i provinsen Nordkhorasan, i den nordöstra delen av landet, 600 km öster om huvudstaden Teheran. Bahār-e Pā'īn ligger 1 762 meter över havet och antalet invånare är 124.
Terrängen runt Bahār-e Pā'īn är huvudsakligen kuperad, men åt nordost är den platt. Bahār-e Pā'īn ligger nere i en dal. Runt Bahār-e Pā'īn är det ganska tätbefolkat, med 56 invånare per kvadratkilometer. Närmaste större samhälle är Khāyesk, 7,0 km öster om Bahār-e Pā'īn. Trakten runt Bahār-e Pā'īn består i huvudsak av gräsmarker.